# 연모 (백제)
연모(燕謨, ?~?)는 백제 성왕(聖王) 때의 대신으로, 대성팔족 중의 하나인 연씨(燕氏) 출신 귀족이다.

## 생애
좌평(佐平)을 지냈다.
529년(성왕 7) 10월, 고구려의 안장왕이 이끄는 군대가 백제를 침략하여 북쪽 변경의 혈성(穴城)을 함락시키자, 연모는 왕명을 받고 보병과 기병 3만 명을 거느리고 오곡원(五谷原 : 지금의 황해도 서흥(瑞興)으로 비정하는 견해가 있는데, 이것이 사실이라면 백제가 이미 6세기 전반에 한강 유역의 상당 부분을 회복한 것이라고 볼 수 있다.)으로 가서 고구려군과 마주쳐 싸웠으나 참패하여 군사 2,000여 명을 잃었다.
이를 볼 때, 연씨 세력은 해구와 연신이 도모한 반란의 실패를 만회하기 위해 대고구려전에 나섰던 것으로 추정된다. 연씨 세력은 웅진, 사비기 내내 대고구려전을 이끌며 군사 업무를 수행하였다.
한편, 《일본서기》에 나오는 516년(무령왕 16)에 일본에 파견된 백제 사신 작막고(灼莫古)가 연모와 동일 인물이라는 설이 있다.